# Liste der Monuments historiques in Parnay (Maine-et-Loire)
Die Liste der Monuments historiques in Parnay (Maine-et-Loire) führt die Monuments historiques in der französischen Gemeinde Parnay auf.

## Liste der Bauwerke
| Bezeichnung                    | Beschreibung                                                                                  | Standort | Kennzeichnung | Schutzstatus | Datum | Bild           |
| ------------------------------ | --------------------------------------------------------------------------------------------- | -------- | ------------- | ------------ | ----- | -------------- |
| Kirche St-Pierre               | Erbaut im 11. Jahrhundert                                                                     | (Lage)   | PA00109226    | Classé       | 1950  | weitere Bilder |
| Weinberg Clos d’entre les Murs | ummauerter Weinberg, 1896 angelegt, mit den Ruinen einer Schule für die Rebpfropfung (♁ Lage) | (Lage)   | PA49000082    | Inscrit      | 2011  |                |

## Liste der Objekte
- Monuments historiques (Objekte) in Parnay (Maine-et-Loire) in der Base Palissy des französischen Kultusministeriums